# Юфит, Евгений Георгиевич
Евге́ний Гео́ргиевич Юфи́т (17 января 1961, Ленинград — 13 декабря 2016, Петергоф) — советский и российский кинорежиссёр, сценарист, художник и фотограф. Один из представителей течения некрореализма в советском «параллельном кино».

## Биография
Отец — Георгий Александрович Юфит, учёный в области радиотехники и метрологии, автор изобретений и монографии «Проектирование СВЧ устройств с помощью ЭВМ», изданной издательством «Советское радио» в 1975 году.
По словам Владимира Кустова, интерес к осмыслению смерти у него и Евгения Юфита возник ещё в 1982 году, после того как один из его друзей купил «Атлас судебной медицины» Эдуарда Гофмана. В то время Евгений Юфит с группой друзей устраивал различные уличные перформансы с использованием манекенов и имитацией крови. Часть экспериментов уже тогда снимали на 8-мм киноплёнку. Некоторые из них вошли в фильмы «Лесоруб» и «Весна».
В 1987—1988 годах проходил стажировку на киностудии «Ленфильм» в киношколе Александра Сокурова.
В 1991 году на Ленфильме снял полнометражный дебют — «Папа, умер Дед Мороз», получивший Гран-при на кинофестивале в Римини (Италия). В последующие годы работал на киностудиях СТВ и «Никола-фильм».
Выставки живописи, фотографий и киноретроспективы Евгения Юфита прошли в ведущих международных музеях современного искусства и кинофестивалях. В 2005 году на Роттердамском кинофестивале он был избран режиссёром в фокусе, где представил специальную кинопрограмму своих кинофильмов и фотовыставку.
Работы Евгения Юфита представлены в государственных и частных коллекциях в России и за рубежом, среди них — Государственный Русский музей, Нидерландский киномузей, Нью-Йоркский музей современного искусства, Московский музей современного искусства.
Скончался 13 декабря 2016 года от сердечной недостаточности.

## Личная жизнь
Был женат на Марии Годованной, кино- и видеохудожнице экспериментального кино, от брака сын — Тимофей Юфит (род. 11 мая 2002), участвовал в персональной выставке «НИКТО ЗА УГЛОМ» в Музее сновидений Фрейда Восточно-Европейского института психоанализа.

## Фильмография
- 1984 — Санитары-оборотни
- 1985 — Лесоруб
- 1987 — Весна
- 1988 — Вепри суицида
- 1988 — Мужество
- 1989 — Рыцари поднебесья
- 1991 — Папа, умер Дед Мороз
- 1994 — Воля
- 1995 — Деревянная комната
- 1998 — Серебряные головы
- 2002 — Убитые молнией
- 2005 — Прямохождение